# Micropygus transiens
Micropygus transiens är en tvåvingeart som beskrevs av Octave Parent 1933. Micropygus transiens ingår i släktet Micropygus och familjen styltflugor. Inga underarter finns listade i Catalogue of Life.